# (252) Clementina
(252) Clementina es un asteroide perteneciente al cinturón de asteroides descubierto el 11 de octubre de 1885 por Henri Joseph Anastase Perrotin desde el observatorio de Niza, Francia.
Se desconoce la razón del nombre.

## Designación y nombre
Sin desiganaciones conocidas. Se desconoce a qué hace referencia el nombre.